# Costus stenophyllus
Costus stenophyllus är en enhjärtbladig växtart som beskrevs av Paul Carpenter Standley och Louis Otho Otto Williams. Costus stenophyllus ingår i släktet Costus och familjen Costaceae.
Artens utbredningsområde är Costa Rica. Inga underarter finns listade.

## Bildgalleri

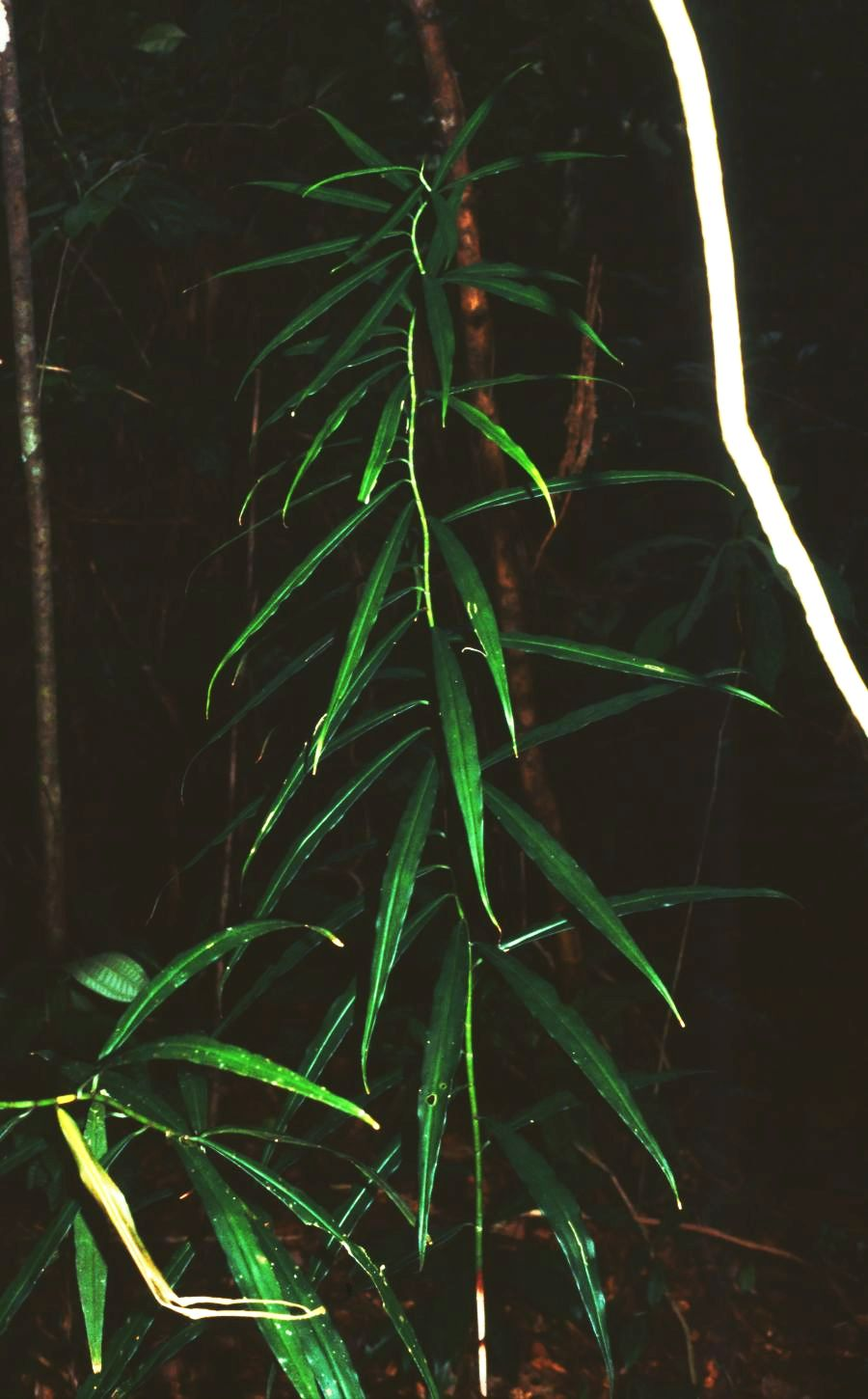
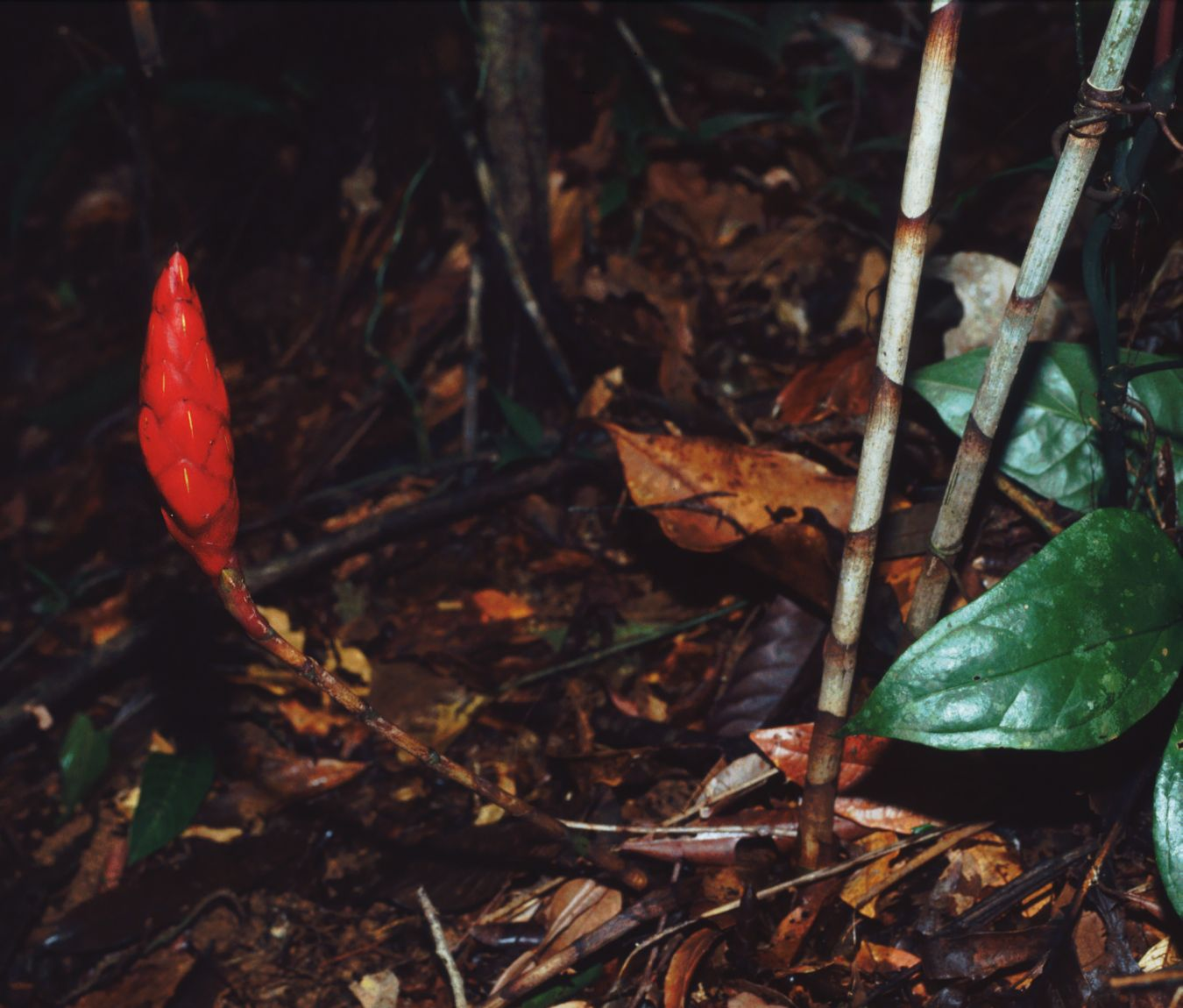